# Jonathan McReynolds
Jonathan Caleb McReynolds (Chicago, 17 de setembro de 1989) é um cantor norte-americano de música gospel. Ele conquistou dias vezes o has No. 1 Billboard Gospel Album com Life Music: Stage Two (2015) e Make Room (2018), oito Stellar Awards, um GMA Dove Award e três indicações ao Grammy Award.

## Vida pregressa
McReynolds nasceu em Chicago, Illinois, em 17 de Setembro de 1989, como Jonathan Caleb McReynolds. Ele foi criado por mãe solteira com amor e apoio de sua família, dos membros da igreja e seu pastor na New Original Church of God in Christ. Conhecido por ser uma criança precoce, ele aprendeu a tocar bateria agora cinco anos e pano aos oito anos, e demonstrou seus talentos semanalmente como um músico na igreja. Ele era relutante como cantor, entretanto, na escola ele começou a quebrar está barreira; eventualmente compartilhando seus talentos com o público.
Enquanto estudava, ele também aprendeu a produzir música como um membro do podcast escolar. Estas habilidades se tornaram importantes no colégio quando gravou as primeiras músicas incluindo a primeira viral "No Gray" em seu dormitório.

## Discografia
| Title                 | Detalhes do álbum                                                                                     | Posição nas paradas | Posição nas paradas | Posição nas paradas |
| Title                 | Detalhes do álbum                                                                                     | US                  | US Gospel           | US Indie            |
| --------------------- | --- | ------------------- | ------------------- | ------------------- |
| Life Music            | - Lançamento: 25 de Setembro de 2012 - Selo: Light/Entertainment One - Formatos: CD, digital download | 98                  | 3                   | 23                  |
| Life Music: Stage Two | - Lançado: Setembro de 2018, 2015 - Selo: Light/Entertainment One - Formatos: CD, digital download    | 44                  | 1                   | 11                  |
| Make Room             | - Released: 9 de Março de 2018 - Selo: Light/Entertainment One - Formatos: CD, digital download       | 97                  | 1                   | 5                   |
| People                | - Lançamento: 2019 - Label: Light/Entertainment One - Formatos: CD, digital download                  |                     |                     |                     |